# Kaempferia glauca
Kaempferia glauca är en enhjärtbladig växtart som beskrevs av Henry Nicholas Ridley. Kaempferia glauca ingår i släktet Kaempferia och familjen Zingiberaceae.
Artens utbredningsområde är Thailand. Inga underarter finns listade i Catalogue of Life.